# Ostatni akt
Ostatni akt (szw. Den sista akten) – powieść kryminalna szwedzkiej pisarki Mari Jungstedt, opublikowana w 2012, a w Polsce w 2015 w tłumaczeniu Ewy Wojaczek (wydawnictwo Bellona). 

## Treść

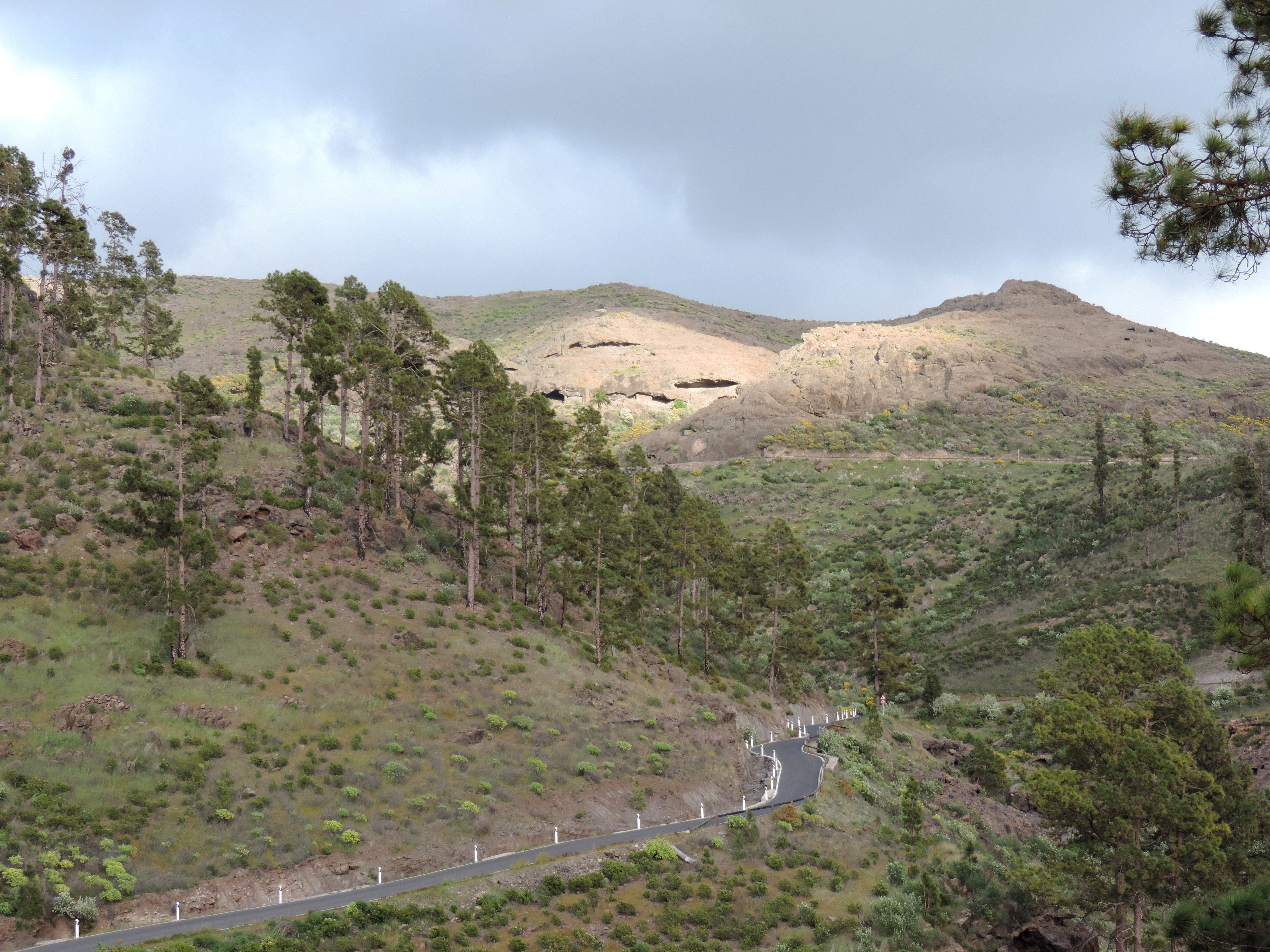
Górska droga w okolicy Mogán - to tutaj rozwiązanie znajdzie sprawa Very Petrov

Jest dziesiątą powieścią cyklu, w którym występuje detektyw Anders Knutas, komisarz policji z Visby na szwedzkiej wyspie - Gotlandii. Pomaga mu energiczna Karin Jacobsson, która w tej odsłonie zdaje sobie sprawę z uczuć (odwzajemnionych), jakie łączą ją z Knutasem. W tej części akcja dotyczy sprawy zamordowanej w Visby dziennikarki Eriki Malm, która przyjechała tu na doroczny Tydzień Polityków. Jej artykuły miały często charakter antyrasistowski, co początkowo nadaje śledztwu określony kierunek. Jednocześnie pojawia się wątek Very Petrov, ściganej już w innych częściach przez Knutasa i Jacobsson. Knutas wyrusza na kanaryjską wyspę Gran Canaria, celem podjęcia tego wątku, prowadzonego przez miejscową policję z Mogán w osobie komisarza Gonzáleza.

## Serial
Na podstawie cyklu zrealizowano serial dla niemieckiej telewizji.